# Râul Porcărețu
Râul Porcărețu este un râu afluent al râului Micești.

## Hărți
- Harta Județul Argeș